# Lliga neerlandesa de futbol 1917-18
La Lliga neerlandesa de futbol 1917–1918 va ser disputada per 51 equips que participaven en cinc divisions. El campió nacional seria determinat per un play-off amb els guanyadors de les divisions de futbol de l'est, el nord, el sud i les dues de l'oest dels Països Baixos. L'AFC Ajax va guanyar el campionat en vèncer el Go Ahead, el Willem II, l'AFC i el Be Quick 1887.

## Nous equips
| Eerste Klasse Est: - Ascendit des de 2a Divisió: EFC PW 1885 (retorna després de tres temporades d'absència) Eerste Klasse Nord: - Ascendit des de 2a Divisió: HSC Eerste Klasse Sud: - Ascendit des de 2a Divisió: HVV Helmond Eerste Klasse Oest-A: - Ascendit des de 2a Divisió: AFC Ajax (retorna després de tres temporades d'absència) | Eerste Klasse Oest-B: (nova divisió) - Feijenoord - AFC - Amstel - VV Concordia - De Spartaan - Dordrecht - DVS Rotterdam - Hermes DVS - HVV 't Gooi - RFC Rotterdam - SVV - VVA |

## Divisions

### Eerste Klasse Est
| Pos | Equip              | PJ | PG | PE | PP | GF | GC | DG  | Pts | Classificació o descens                     |
| --- | ------------------ | -- | -- | -- | -- | -- | -- | --- | --- | ------------------------------------------- |
| 1   | Go Ahead           | 18 | 14 | 3  | 1  | 48 | 13 | +35 | 31  | Classificat per als play-offs del campionat |
| 2   | Be Quick Zutphen   | 18 | 9  | 6  | 3  | 33 | 20 | +13 | 24  |                                             |
| 3   | HVV Tubantia       | 18 | 7  | 9  | 2  | 34 | 19 | +15 | 23  |                                             |
| 4   | Quick Nijmegen     | 18 | 10 | 2  | 6  | 36 | 18 | +18 | 22  |                                             |
| 5   | EFC PW 1885        | 18 | 7  | 3  | 8  | 36 | 27 | +9  | 17  |                                             |
| 6   | Koninklijke UD     | 18 | 6  | 5  | 7  | 34 | 32 | +2  | 17  |                                             |
| 7   | SC Enschede        | 18 | 6  | 2  | 10 | 27 | 44 | −17 | 14  |                                             |
| 8   | Vitesse Arnhem     | 18 | 6  | 2  | 10 | 23 | 43 | −20 | 14  |                                             |
| 9   | GVC Wageningen     | 18 | 4  | 5  | 9  | 20 | 42 | −22 | 13  |                                             |
| 10  | Robur et Velocitas | 18 | 2  | 1  | 15 | 16 | 49 | −33 | 5   | Descendit a 2a Divisió                      |

### Eerste Klasse Nord
| Pos | Equip           | PJ | PG | PE | PP | GF | GC | DG  | Pts | Classificació                               |
| --- | --------------- | -- | -- | -- | -- | -- | -- | --- | --- | ------------------------------------------- |
| 1   | Be Quick 1887   | 14 | 12 | 1  | 1  | 61 | 12 | +49 | 25  | Classificat per als play-offs del campionat |
| 2   | Velocitas 1897  | 14 | 10 | 1  | 3  | 57 | 27 | +30 | 21  |                                             |
| 3   | LAC Frisia 1883 | 13 | 6  | 1  | 6  | 37 | 28 | +9  | 13  |                                             |
| 4   | WVV Winschoten  | 14 | 6  | 2  | 6  | 22 | 25 | −3  | 14  |                                             |
| 5   | HSC             | 14 | 5  | 0  | 9  | 15 | 42 | −27 | 10  |                                             |
| 6   | Achilles 1894   | 14 | 5  | 1  | 8  | 30 | 49 | −19 | 11  |                                             |
| 7   | GSAVV Forward   | 14 | 2  | 2  | 10 | 21 | 54 | −33 | 6   |                                             |
| 8   | Veendam         | 13 | 4  | 2  | 7  | 24 | 30 | −6  | 4   |                                             |

### Eerste Klasse Sud
| Pos | Equip                | PJ | PG | PE | PP | GF | GC | DG  | Pts | Classificació o descens                     |
| --- | -------------------- | -- | -- | -- | -- | -- | -- | --- | --- | ------------------------------------------- |
| 1   | Willem II            | 16 | 13 | 2  | 1  | 39 | 14 | +25 | 28  | Classificat per als play-offs del campionat |
| 2   | NAC Breda            | 16 | 9  | 5  | 2  | 40 | 17 | +23 | 23  |                                             |
| 3   | MVV Maastricht       | 16 | 11 | 1  | 4  | 32 | 23 | +9  | 23  |                                             |
| 4   | CVV Velocitas        | 16 | 8  | 1  | 7  | 29 | 24 | +5  | 17  |                                             |
| 5   | RKVV Wilhelmina      | 16 | 5  | 5  | 6  | 18 | 16 | +2  | 15  |                                             |
| 6   | Zeelandia Middelburg | 16 | 2  | 6  | 8  | 16 | 26 | −10 | 10  |                                             |
| 7   | VVV Venlo            | 16 | 3  | 4  | 9  | 19 | 35 | −16 | 10  |                                             |
| 8   | HVV Helmond          | 16 | 3  | 4  | 9  | 24 | 47 | −23 | 10  |                                             |
| 9   | MSV Maastricht       | 16 | 3  | 2  | 11 | 16 | 31 | −15 | 8   | Descendit a 2a Divisió                      |

### Eerste Klasse Oest-A
| Pos | Equip               | PJ | PG | PE | PP | GF | GC | DG  | Pts | Classificació                               |
| --- | ------------------- | -- | -- | -- | -- | -- | -- | --- | --- | ------------------------------------------- |
| 1   | AFC Ajax            | 22 | 14 | 5  | 3  | 58 | 20 | +38 | 33  | Classificat per als play-offs del campionat |
| 2   | HFC Haarlem         | 22 | 13 | 2  | 7  | 50 | 28 | +22 | 28  |                                             |
| 3   | Blauw-Wit Amsterdam | 22 | 12 | 4  | 6  | 35 | 23 | +12 | 28  |                                             |
| 4   | Sparta Rotterdam    | 22 | 11 | 3  | 8  | 47 | 26 | +21 | 25  |                                             |
| 5   | USV Hercules        | 22 | 11 | 3  | 8  | 32 | 31 | +1  | 25  |                                             |
| 6   | HVV Den Haag        | 22 | 10 | 2  | 10 | 41 | 39 | +2  | 22  |                                             |
| 7   | UVV Utrecht         | 22 | 10 | 2  | 10 | 45 | 45 | 0   | 22  |                                             |
| 8   | DFC                 | 22 | 7  | 4  | 11 | 33 | 42 | −9  | 18  |                                             |
| 9   | Koninklijke HFC     | 22 | 7  | 3  | 12 | 32 | 36 | −4  | 17  |                                             |
| 10  | HBS Craeyenhout     | 22 | 7  | 3  | 12 | 36 | 71 | −35 | 17  |                                             |
| 11  | VOC                 | 22 | 5  | 6  | 11 | 24 | 44 | −20 | 16  |                                             |
| 12  | Quick (H)           | 22 | 5  | 3  | 14 | 16 | 44 | −28 | 13  |                                             |

### Eerste Klasse Oest-B
| Pos | Equip         | PJ | PG | PE | PP | GF | GC | DG  | Pts | Classificació o descens                     |
| --- | ------------- | -- | -- | -- | -- | -- | -- | --- | --- | ------------------------------------------- |
| 1   | AFC           | 22 | 12 | 7  | 3  | 37 | 16 | +21 | 31  | Classificat per als play-offs del campionat |
| 2   | De Spartaan   | 22 | 12 | 7  | 3  | 36 | 19 | +17 | 31  |                                             |
| 3   | Feijenoord    | 22 | 10 | 4  | 8  | 31 | 30 | +1  | 24  |                                             |
| 4   | HVV 't Gooi   | 22 | 10 | 3  | 9  | 32 | 28 | +4  | 23  |                                             |
| 5   | RFC           | 22 | 8  | 7  | 7  | 31 | 33 | −2  | 23  |                                             |
| 6   | Hermes DVS    | 22 | 8  | 7  | 7  | 25 | 27 | −2  | 23  |                                             |
| 7   | Dordrecht     | 22 | 8  | 6  | 8  | 29 | 28 | +1  | 22  |                                             |
| 8   | DVS Rotterdam | 22 | 7  | 5  | 10 | 33 | 40 | −7  | 19  |                                             |
| 9   | VV Concordia  | 22 | 6  | 7  | 9  | 35 | 43 | −8  | 19  |                                             |
| 10  | VVA Amsterdam | 22 | 4  | 8  | 10 | 37 | 33 | +4  | 16  |                                             |
| 11  | SVV           | 22 | 4  | 8  | 10 | 21 | 39 | −18 | 16  |                                             |
| 12  | Amstel        | 22 | 6  | 5  | 11 | 21 | 32 | −11 | 15  | Descendit a 2a Divisió                      |

1. ↑  6 points deducted
2. ↑  2 punts deduïts

### Play-off pel campionat
| Pos | Equip         | PJ | PG | PE | PP | GF | GC | DG  | Pts |  | AJA | GOA | WIL | AFC | BEQ |
| --- | ------------- | -- | -- | -- | -- | -- | -- | --- | --- |  | --- | --- | --- | --- | --- |
| 1   | AFC Ajax      | 8  | 6  | 1  | 1  | 16 | 4  | +12 | 13  |  |     | 0–1 | 2–0 | 4–3 | 5–0 |
| 2   | Go Ahead      | 8  | 4  | 2  | 2  | 7  | 4  | +3  | 10  |  | 0–0 |     | 0–1 | 3–1 | 1–0 |
| 3   | Willem II     | 8  | 4  | 1  | 3  | 10 | 10 | 0   | 9   |  | 0–3 | 2–0 |     | 2–0 | 3–2 |
| 4   | AFC           | 8  | 2  | 1  | 5  | 11 | 17 | −6  | 5   |  | 0–1 | 0–0 | 2–1 |     | 4–2 |
| 5   | Be Quick 1887 | 8  | 1  | 1  | 6  | 9  | 18 | −9  | 3   |  | 0–1 | 0–2 | 1–1 | 4–1 |     |